# Le Vert, Deux-Sèvres

Le Vert este o comună în departamentul Deux-Sèvres, Franța. În 2009 avea o populație de 129 de locuitori.